# Спокуси сатани (фільм, 1914)
Спокуси сатани (англ. The Temptations of Satan) — американський фільм режисера Герберта Блаше 1914 року.

## У ролях
- Джозеф Леверінг — кожен хлопчик
- Вінні Барнс — кожна дівчина
- Джеймс О’Нілл — Сатана
- Фрауні Фраутхольц — Правосуддя
- Мортон — Жадібність